# Kemper (geslacht)

Geslachtswapen Hoge Raad van Adel (1815)

Kemper (ook: De Bosch Kemper) is een Nederlands geslacht waarvan een tak behoort tot de Nederlandse adel en dat werd opgenomen in het Nederland's Patriciaat.

## Geschiedenis
De stamreeks begint met de rond 1650 geboren schoolmeester te Lieme (in Lippe) Johann Berent Kemper; hij overleed daar in 1704. Zijn kleinzoon werd poorter van Amsterdam in 1749 en was bakker op de Anjeliersgracht. Een kleinzoon van de laatste was prof. jhr. mr. Joan Melchior Kemper (1776-1824) en die werd de stamvader van de adellijke tak; diens broer Pieter Hendrik (1780-1849) werd stamvader van de niet-adellijke tak.
Joan Melchior werd in 1815 verheven in de Nederlandse adel waardoor zijn nakomelingen het predicaat jonkheer of jonkvrouw dragen.
De familie werd in 1917 opgenomen in het Nederland's Patriciaat; heropname volgde in 1947.

## Enkele telgen
Johan Hendrik Kemper (1750-1786), commissionair en zeehandelaar te Amsterdam
- prof. jhr. mr. Joan Melchior Kemper (1776-1824), hoogleraar en politicus, verheven in de Nederlandse adel en stamvader van de adellijke tak
  - jkvr. Christina Bernardina Kemper (1804-1844), trouwde in 1828 mr. Johannes Theunis Roessingh Udink, heer van Singraven (1805-1858), burgemeester van Denekamp, lid provinciale en gedeputeerde staten van Overijssel
  - prof. jhr. mr. Jeronimo de Bosch Kemper (1808-1876), rechtsgeleerde, socioloog, econoom, historicus en gematigd conservatief Tweede Kamerlid
    - jkvr. Jeltje de Bosch Kemper (1836-1916), oprichtster van Tesselschade-Arbeid Adelt
    - jkvr. Christine de Bosch Kemper (1840-1924), feministe
    - jhr. mr. Gerrit de Bosch Kemper (1841-1912), secretaris-generaal van het ministerie van Waterstaat, handel en nijverheid; trouwde in 1888 met Johanna Adriana barones van Fridagh (1853-1933), lid van de familie Van Fridagh
- Pieter Hendrik Kemper (1780-1849), belastingcontroleur
  - Hendrik Kemper (1815-1876), schout-bij-nacht
    - Hendrik Kemper (1858-1936), luitenant-generaal der artillerie